# Ежен Делакроа
Ежен Фердинанд Виктор Делакроа (фр. Delacroix Ferdinand Victor Eugène; Сен Морис, 26. април 1798 — Париз, 13. август 1863) био је француски сликар, главни представник романтизма. Радио је портрете, историјске композиције, пределе и мртве природе. Он се борио против сивила у сликарству неокласициста.
У колориту његових слика има јаких тонова боје, обојених сенки и напоредо постављених комплементарних боја. Делакроово сликарство се ослања на барокно сликарство, посебно Рубенсово.
Јавности је постао познат 1824. године након излагања његове слике Покољ на Хиосу (где приказује борбе Грка против Турака). Пун назив слике гласи Покољ на Хиосу: грчке породице у ишчекивању смрти или ропства. Конзервативци су слику назвали покољем сликарства, док су је други одушевљено поздравили.
Није сликао по наруџбини, већ је људе с којима је долазио у контакт, а на које је гледао као жртве романтичне патње. Тако имамо и слике попут Одалиске и Фредерик Шопен. Између осталог насликао је и Заузеће Цариграда, као и Грчка умире на рушевинама Мисолунгија. Такође је и илустровао дела романтичара али и других, чега је јединствен пример дело Сарданапалова смрт и велики број Шекспирових, Бајронових и Дантеових ликова ушао је у наслеђе европске културе захваљујући највише сликама Ежена Делакроа. Сликао је и портрете од којих су најпознатији Шопен и Жорж Санд.
Одлази у Африку (Алжир, Мароко), где слика живот и обичаје локалног становништва. Ту се истичу етнографске композиције као : Алжирске жене у харему, Јеврејска свадба у Мароку, Бели коњ у вихору (где користи комбинацију светло-тамног).
Уз слике, оставио је и Дневник, у којем је четири деценије бележио мисли и уочавања о уметничким појавама свог доба; његова богата кореспонденција објављена је у два тома 1878. године.

## Биографија
Делакроа је рођен у Сен Морис ан Шалансону, у југоисточној Француској. Нагађа се да је његов прави отац био политичар и дипломата Шарл Морис де Талеран, који је био пријатељ породице и којем је по изгледу и карактеру сличио.
Године 1815, у 17. години живота, Ежен Делакро је ступио у атеље Пјер-Нарциса Гуерина, који је својим строгим академским схватањима могао мало утицати на Делакроа. Ту је копирао дела П. П. Рубенса и Веронеза, а ценио је и енглеске пејсажисте (Р. П. Бонингтон, Џон Констабл) које је упознао током свог путовања у Енглеску 1825. године. У париском је Салону дебитовао 1822. године делом Данте и Вергилије у паклу, којим је обележен прелом између академског класицизма Ј. Л. Дејвида и новог назирања, које се истодобно с књижевним романтизмом, борило за слободу ликовног израза. Слика је настала под утицајем Жерикове слике Сплав Медузе.
Године 1832. путује у Алжир и Мароко, где дозрева његов смисао за јаке колористичке експресије. Делакроа је великом упорношћу радио скице и студије свега што је видео, настојећи нарочито да фиксира ритмове покрета. Боравак у крају егзотичних ношња, крајолика, флоре и фауне фиксираће на бројним платнима у више верзија, необично богато експресивног колорита (Алжирке у харему, 1834, Жидовско венчање у Мароку, 1839, Борба коња у стаји).
Од 1833. до 1861. године изводио је по наруџби велике декорације у париским јавним установама (плафон у Сенату, 1846, и Лувру, 1850), палатама и црквама (недовршена Бурбонска палата 1831-37; Борба Јакова с анђелом у цркви Свети Сулпис, 1855).
Делакроа је 1862. учествовао у стварању Француског друштва уметника (Société Nationale des Beaux-Arts). Његов пријатељ, писац Теофил Готје, постао је председавајући, а сликар Еме Мије био је заменик председника.
Зима 1862–63 била је изузетно тешка за Делакроа. Боловао је од тешке упале грла која се погоршала током пролећа. Својој поузданој домаћици, Жени Ле Гију, оставио је довољно новца за живот, док је наредио да се све у његовом студију прода. Дана 13. августа 1863. Делакро је преминуо и сахрањен је на гробљу Пер Лашез.

## Дело
Својом имагинацијом, динамиком, те родољубивим заносом Ежен Делакроа се супротстављао академским формулама и устрајавао на слободи ликовног израза. Тако је у време Шпанске револуције 1830. године, у родољубивом заносу насликао чувену слику Слобода предводи народ. Слика приказује алегоријски лик слободе међу стварним учесницима устанка које му је описао брат, учесник револуције.
У одабиру тема и техника (уљене боје, акварел, фреска, и друго) био  је врло разнолик, а био је и необично добар цртач.
Сликао је велике композиције, у којима је приказивао драматичне тренутке из историје (Цар Јустинијан саставља законик, 1826; Крсташи освајају Цариград, 1841), митолошку тематику (Медеја, 1838), библијске призоре (Добри Самаританаћ', 1850; Тобија и анђео, 1863), егзотичне звери и коње (Лов на лавове, 1854), теме из дела Дантеа, Вилијама Шекспира, Џ. Г. Бајрона, В. Скота и Ј. В. Гетеа (већином у графици). Слика Покољ на Хиосу (1824) приказује патње Грка под османском влашћу, чиме је уметник подупирао општу подршку за Грчки рат за независност. Оно је прожето драмом, унутрашњом напетошћу и саосећањем за људе који пате, као и већина њихових слика.
Великим фрескним композицијама историјских, митолошких и алегоријских тема одсликао бројне зидове и плафоне јавних и приватних резиденција у Паризу и Версају. 
Радио је и портрете, посебно ликове музичара (Фредерик Шопен, Ектор Берлиоз, Николо Паганини). Тиме што је рехабилитирао боју као почетак сликарске креације, наговестио је импресионизам, те надахнуо сликаре као што су Пјер Огист Реноар, Жорж-Пјер Сера и Винсент ван Гог.

## Галерија
- Госпођица Роз, 1817–1824, Лувр
- Дјевојчица без родитеља на гробљу, 1823, Лувр
- Луј од Орлеана открива своју љубавницу, око 1825–26, колекција Музеја Тисен-Борнемиса
- Шарл Етјен Рејмонд Виктор де Верњак, сликаров нећак, око 1825–26. приватна колекција
- Борба Гијаоура и Хасана, 1826, Институт уметности у Чикагу
- Жена са папагајем, 1827, Музеј ликовних уметности у Лиону
- Жена са белим чарапама, 1825–1830, Лувр
- Млади тигар који се игра са мајком, 1830, Лувр
- Апартман војводе од Морнија, 1831–1833, Лувр
- Портрет др. Франсоа-Мари Демезона, 1832–33, Институт за уметност у Детроиту
- Арапска фантазија , 1833. Франкфурт Штеде музеј
- Жене из Алжира, 1834, Лувр
- Начез, 1835, Метрополитенски музеј умјетности
- Фредерик Шопен, 1838, Лувр
- Џорџ Санд, 1838, Ордрупгадски музеј
- Колумбо и његов син у Ла Рабиди, 1838, Национална галерија уметности у Вашингтону
- Јеврејско венчање у Мароку , c.1839, Лувр
- Хамлет са Хорацијом, (гробарска сцена), 1839, Лувр
- Исус на Галилејском језеру, 1841, Музеј уметности Нелсон-Аткинс
- Судар маварских коњаника, 1844, Волтеров уметнички музеј
- Последње речи цара Марка Аурелија, 1844, Музеј ликовних уметности у Лиону
- Свети Ђорђе у борби против змаја, 1847, Музеј Лувр
- Дезмодена проклета од оца (Desdemona maudite par son père), око 1850–1854, Бруклински музеј
- Андромеда, 1852, Музеј лепих уметности, Хјустон
- Персеј и Андромеда , око 1853, Државна галерија Штутгарт
- 1855, Мароканац оседлава свог коња, музеј Ермитаж